# Stazione di Moriya
La stazione di Moriya (守谷駅?, Moriya-eki) è una stazione ferroviaria di interscambio situata nella città di Moriya della prefettura di Ibaraki, in Giappone ed è servita dalle linee Tsukuba Express e Jōsō.

## Linee
MIRC
● Tsukuba Express
Ferrovie del Kantō
● Linea Jōsō

## Struttura
La stazione integra gli impianti delle due linee: al piano terra si trovano i binari della linea Jōsō, al primo piano i mezzanini delle due società ferroviarie, e al secondo piano, in viadotto, i binari dello Tsukuba Express.  inaugurata nel 2005 è costituita da due binari su viadotto serviti da due marciapiedi laterali con porte di banchina installate a protezione.

### Stazione Tsukuba Express
| 1   | ● Tsukuba Express | per Tsukuba                             |
| 2   | ● Tsukuba Express | Binario per la discesa dei passeggeri   |
| 3-4 | ● Tsukuba Express | per Misato-chūō, Kita-Senju e Akihabara |

### Stazione Ferrovie del Kantō
| 1-2 | ● Linea Jōsō | per Togashira e Toride                 |
| 3-4 | ● Linea Jōsō | per Mitsukaidō, Shimotsuma e Shimodate |

## Stazioni adiacenti
| «                      | Servizio         | »               |
| Tsukuba Express        | Tsukuba Express  | Tsukuba Express |
| ---------------------- | ---------------- | --------------- |
| Kashiwa-Tanaka         | Locale           | Miraidaira      |
| Kashiwanoha-campus     | Rapido sezionale | Miraidaira      |
| Kashiwanoha-campus     | Rapido pendolari | Kenkyū-gakuen   |
| Nagareyama-ōtakanomori | Rapido           | Tsukuba         |
| Linea Jōsō             |                  |                 |
| Minami-Moriya          | Locale           | Mitsukaidō      |
| Minami-Moriya          | Rapido           | Shin-Moriya     |